# Василівка (Сумський район)
Васи́лівка — село в Україні, у Лебединській міській громаді Сумського району Сумської області. Населення становить 1550 осіб. До 2020 орган місцевого самоврядування — Василівська сільська рада.

## Географія
Село Василівка знаходиться на березі річки Грунь, вище за течією на відстані 6 км розташоване село Грунь, нижче за течією на відстані 1 км розташовані села Капустинці і Клюси.

## Історія
У 1680 році землі над річкою Пслом і річкою Грунь російським царем Олексієм Михайловичем були віддані Гадяцькому полковнику Михайлу Васильєву. На цих землях переселенцями у 80-х роках XVII ст. був заснований хутір Василівка, який належав козаку Василю.
Після падіння Самойловича Василівка була взята в казну, тут був царський кінний завод, на річці Грунь дамба називалась царською. Потім Петро І маєток села Василівки віддав Чернігівському полковникові Павлу Полуботку, далі цю маєтність наслідував його син Андрій Павлович Полуботко (Филарет. Историко-статистическое описание Харьковской епархии. Д. Ш ст. 522) Онука Павла Полуботка Розета Андріївна Богаєвська (по першому шлюбу) була одружена з П. І. Міклашевським. Після її смерті Василівка перейшла до її сина Богаєвського, а після смерті і його дружини маєток перейшов онуку Г. А. Глазенапа.
Народи Слобідської України тривалий час змушені були вести боротьбу проти турецько — татарських загарбників. В цій боротьбі активну участь брали і жителі с. Василівки. Про це свідчать кургани, які знаходяться на південь від села Василівки і простягаються з заходу на схід. Це сторожові пости козаків, які здійснювали нагляд за переміщенням татар. Окремі кургани були «свідками» кривавих битв. Один з них носить назву Побиванка, тому що за переказами тут було побито багато козаків.
За даними на 1864 рік у власницькій слободі Лебединського повіту Харківської губернії, мешкало 2906 осіб (1441 чоловічої статі та 1465 — жіночої), налічувалось 245 дворових господарства, існувала православна церква.
Перша церковно — приходська школа була відкрита у 1858 році, у ній навчалось біля ЗО дітей заможних селян. Навчання проводив один учитель, піп, дячок. У 80 — роках XIX була відкрита школа на два класи.
Станом на 1914 рік село було центром окремої, Василівської волості, кількість мешканців скоротилась до 2504 осіб.
У 1930 році було проведено примусову колективізацію та створено колгоспи «Червона борозна», «Червоний маяк». Одним із перших головою колгоспу був Підпалин Ф. Д. У1934 році колективізація у Василівні була закінчена, існувало три колгоспи: «Червоний партизан» (с. Новосельське), «Правда» (с. Помірки), «Комуніст» (с. Василівка). Мирну працю людей перервали події Німецько-радянської війни (1941—1945 р.р.)
Коли нацистські війська були на підступах до села Савониха Василівської сільської ради колгоспний бригадир господарства «Червоний маяк» разом з односельчанином Володимиром Дерепком закрили худобу і запалили ферму. В районі межирічських лісів був організований партизанський загін, за що окупанти влаштували масові арешти і розстріл патріотів у селі. Більше 300 чоловіків не повернулися в рідне село з поля бою. Народне господарство було пограбоване. Остаточне звільнення села Василівки від німецько — нацистських загарбників відбулося 7-9 вересня 1943 року.
В 1959 році на базі Василівського спиртзаводу був відкритий сирзавод, де 1970 році вироблялося 6157 ц масла, 5597 ц цільно -молочної продукції, 286 ц сиру, 519 ц молочного цукру.
В 1994—1995 роках село було газифіковано. У 1998 році землі колективного господарства — розпайовані, селяни отримали сертифікати власників, господарство стало називатися ВАТ ПЗ «Василівка». Зо зовнішні борги удійне стадо корів було за безцінок спродане, ферми перестали існувати, остання — в 2005 році. В 2006 році збанкрутував Василівський сир завод. В 2011 році господарство перейменоване на ПАТ (публічне акціонерне товариство) «Василівка» В 2012 році на теренах Василівської сільської ради с/г культурою № 1, яку стали вирощувати на полях господарства є кукурудза. Абсолютно відсутні традиційно вирощувані зернові культури такі як: пшениця, жито, ячмінь. В селі Помірки Василівської сільської ради працює свиноферма. В орендній власності знаходиться сільський ставок Мойка — улюблене місце відпочинку жителів села. У 2012 році на території села функціонує загальноосвітня школа, де навчається 78 учнів, дитячий садок, де виховуються 32 дошкільнят, дільнична лікарня з амбулаторією, успішно працює сільський будинок культури.
12 червня 2020 року, відповідно до Розпорядження Кабінету Міністрів України № 723-р «Про визначення адміністративних центрів та затвердження територій територіальних громад Сумської області», увійшло до складу Лебединської міської територіальної громади.
19 липня 2020 року, після ліквідації Лебединського району, село увійшло до Сумського району.
21 червня 2024 року в селі відбувся мітинг-реквієм з нагоди відкриття меморіальної дошки загиблому захиснику України Артему Суші. Меморіальний знак встановили на фасаді навчального закладу, у якому свого часу навчався загиблий.

## Цікаві факти
У Василівці була маєтність відомих історичних осіб: Івана Мазепи, братів Полуботків, роду Міклашевських, пані Бугаєвської, генерала Глазенапа. Панський маєток — пам'ятка архітектури кінця XVIII століття, був зруйнований у роки Великої Жовтневої Соціалістичної революції. Маєток Василівка Лебединського повіту Харківської губернії належав генерал — лейтенанту Г. А. Глазенапу. Колись вона належала Павлу Полуботку, полковнику чернігівському, який після смерті гетьмана Скоропадського утримав в управління Малу Росію. Василівська маєтність була йому пожалувана Петром I із конфіскованих маєтностей Івана Мазепи. Через шлюб онуки Полуботка Василівка перейшла до роду Міклашевських, нащадків гетьмана Міклашевського. З Петром Івановичем Міклашевським була одружена бабуся нинішнього володаря — Розетта Андріївна (у першому шлюбі — Богаєвська). Після її смерті Василівка перейшла її сину Богаєвському, а після смерті його дружини, народженої маркізи де Вільнев — Транс, маєтність успадкував Г. А. Глазенап

## Пам'ятки
- Парк-пам'ятка садово-паркового мистецтва «Васильківський парк»
- Приготування борщу на Лебединщині — елемент нематеріальної культурної спадщини Сумської області[6]

### Петрів стовп
Пам'ятка історичної культури, яка була збудована на найвищій точці західної околиці села Василівки в Радгоспному лісі на початку XVIII століття. Висота стовпа понад 20 метрів. Чотиригранний стовп із червоної цегли, увінчаний сріблястою кулею, із викарбуваними буквами «П» на кожній із граней стовпа пережив дві Світові війни і зрикошечений в роки війни кулями продовжував жити. Нещадно зруйнований у пошуках легендарних скарбів наказного гетьмана Павла Полуботка в 1984 році. Вчителька місцевої школи Надія Білуха про цю пам'ятку склала вірш. «Зруйнована пам'ятка» Стежка до річки мене привела, Що протіка біля мого села. Далі під лісом стежина петляє, Ліс прохолодою радо вітає. В лісі оцьому — висока гора. Назва у неї смішна -«Стовпова». У давнє минуле вона повертає, Нам про історію розповідає… Ще в семисотих крізь наше село Військо Петра на Полтаву ішло. Тут зупинилось, щоб сили набратись І ворога сильного в битві здолати. На згадку про це Полуботок Павло Гордо з гори подививсь на село. І стовп збудував на цім місці високім. … Довго стояв отут стовп одиноко. Люди дерев поряд скрізь насадили, Довго цим «чудом» насправді гордились. Та захотів хтось скарбів пошукати, Стовп зруйнувать, щоб багатим вмить стати. … А для нащадків лишилась гора: Крута і висока, і дуже стара. Тільки лиш назва нагадує знов — Тридцять літ тому отут стояв стовп.

## Відомі люди
- Дунайський Антон Васильович (1895—1957) — український актор театру і кіно
- Козубець Володимир Олександрович — старший лейтенант Збройних сил України, учасник російсько-української війни (згодом майор)
- Озерний Михайло Іванович — український художник в галузі кераміки, майстер декоративного мистецтва, лауреат Державної премії УРСРС ім. Т. Г. Шевченка 1981 року — за створення першого в Україні Музею суднобудування та флоту в Миколаєві.
- Суша Артем Олександрович — український військовик, учасник російсько-української війни[7].